# Rhytididae
Rhytididae ist der Name einer Familie räuberisch lebender großer Schnecken aus der Unterordnung der Landlungenschnecken (Stylommatophora), die auf der Südhalbkugel verbreitet sind.

## Merkmale
Das Schneckenhaus der Rhytididae weist eine vollständige Spindel sowie meist ein kräftiges, gefärbtes Periostracum auf und ist deutlich skulpturiert. Es ist meist so groß, dass sich die Tiere vollständig in das Gehäuse zurückziehen können. Eine Ausnahme bildet die Gattung Schizoglossa mit der relativ häufigen Art Schizoglossa novoseelandica, bei der sich die Schnecke in das kleine, abgeflachte Gehäuse, das denen der Glasschnecken und Daudebardien ähnelt, nicht zurückziehen kann.
Die Schnecken besitzen keinen Schleimporus, eine ungeteilte Sohle und einen nur kleinen Mantellappen. Wie bei anderen Raublungenschnecken weist die Radula der Rhytididae scharf gewinkelte Zahnreihen mit schwach entwickeltem Mittelzahn sowie einspitzigen Seiten- und Randzähnen auf. Kiefer fehlen, weshalb die Familie innerhalb der Landlungenschnecken traditionell zu den Kieferlosen (Agnatha) gezählt wird. Die Lippen sind zu Lippentastern ausgebildet und die Geschlechtsteile einfach und ohne Anhangsorgane. Der Nackenteil ist länger als der Schwanzteil.
Die einfache (haploide) Anzahl der Chromosomen liegt zwischen 26 und 35.
Einige Schneckenarten in dieser Familie erreichen ein Alter von 20 Jahren. Wie andere Lungenschnecken sind die Rhytididae Zwitter und befruchten sich als Sexualpartner gegenseitig. Die Eier der Schnecken werden meist in Laubstreu abgelegt. Sie haben eine ovale Form und eine Kalkschale, bei manchen Arten darüber auch eine farbige Cuticula.

## Verbreitung und Vorkommen
Die Familie ist in den Tropen und Subtropen Südafrikas, Neuguineas, des Südpazifik, Australiens und Neuseelands verbreitet.
In Neuseeland ist die Familie mit 9 Gattungen, darunter Delos, Delouagapia, Paryphanta, Powelliphanta, Rhytida, Wainuia und Schizoglossa vertreten, die allerdings keine monophyletische Gruppe bilden, wie am Aufbau der Radulazähne und anderen morphologischen Unterschieden erkennbar ist. In Australien sind es 10 und in Austronesien 5 Gattungen. Alle Gattungen sind in ihrer jeweiligen Region endemisch. Einige Arten, darunter die südafrikanische Natalina beyrichi, sind selten geworden und stehen auf der Roten Liste von IUCN.

## Lebensweise
Die Schnecken dieser Familie leben durchweg als Fleischfresser, wobei Ringelwürmer, insbesondere Regenwürmer, und Schnecken als Beutetiere bevorzugt werden.

## Systematik
Die Familie Rhytididae wird zur Überfamilie Rhytidoidea gerechnet. Sie wird nicht in Unterfamilien unterteilt.
Die Familie Rhytididae umfasst folgende Gattungen:
- Amborhytida
- Austrorhytida
- Delos
- Delouagapia
- Diplomphalus
- Echotrida
- Hebridelos
- Macrocycloides
- Namoitena
- Nata
- Natalina
- Occirhenea
- Ougapia
- Paryphanta
- Powelliphanta
- Prolesophanta
- Pseudomphalus
- Ptychorhytida
- Rhytida
- Rhytidarex
- Saladelos
- Schizoglossa
- Strangesta
- Tasmaphena
- Torresiropa
- Victaphanta
- Vitellidelos
- Wainuia